# Jacinto Carlos da Silveira
Jacinto Carlos da Silveira (Évora, 18 de setembro de 1732 - 28 de julho de 1808) foi um prelado da Igreja Católica português, bispo de São Luís do Maranhão e que serviu à Arquidiocese de Évora.

## Biografia

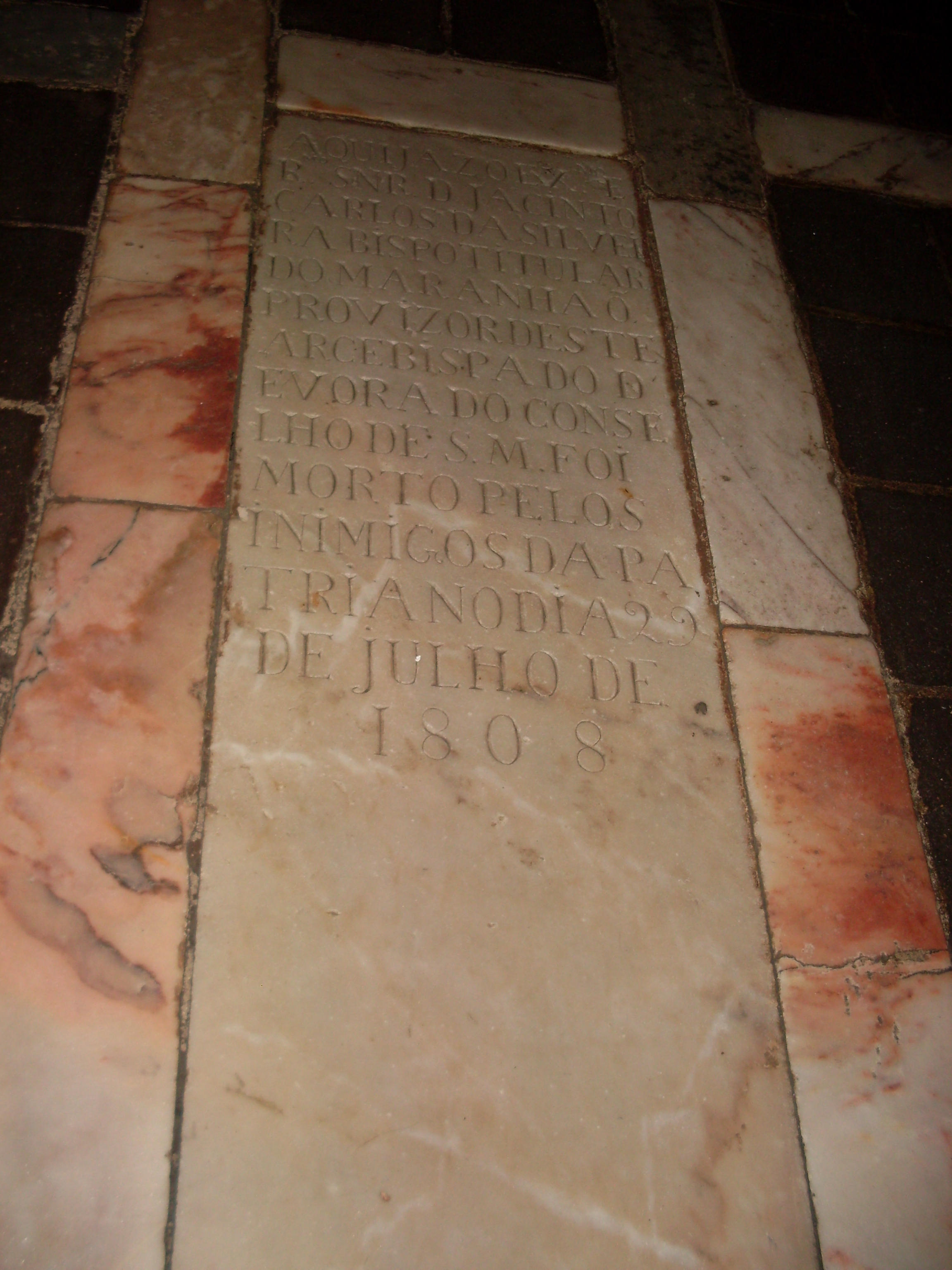
Lápide na Capela dos Ossos de Dom Jacinto Carlos da Silveira.

Estudou direito canônico na Universidade de Coimbra, licenciando-se em 13 de maio de 1757. Foi ordenado padre em 18 de fevereiro de 1758.
Já clérigo secular, foi nomeado vigário-geral do distrito da vila de Montoito, nullius diocesis, da Ordem Militar de São João de Jerusalém, sendo depois o visitador das igrejas de todo o priorado desta ordem do reino de Portugal.
Após sua nomeação como bispo de São Luís do Maranhão, foi confirmado pelo Papa Pio VI em 1 de março de 1779 e consagrado em 20 de junho do mesmo ano por Dom António Bonifácio Coelho, arcebispo-auxiliar de Lisboa, coadjuvado por Dom Francisco de São Simão, O.F.M. Ref., bispo de Cabo Verde e por Dom Domingos da Encarnação Pontével, O.P., bispo de Mariana.
Tomou posse da Sé, por procuração ao chantre João Duarte da Costa. Acabou por renunciar à Sé em 29 de abril de 1780, sem ter sequer conhecido a Diocese. Assim, acabou por tornar-se provisor e vigário-geral da arquidiocese de Évora.
Faleceu em Évora, em 28 de julho de 1808, vítima dos franceses invasores que o executaram. Foi sepultado na Capela dos Ossos, tendo como epitáfio "morto pelos inimigos da Pátria no dia 29 de julho de 1808".